# Parmmätargatan

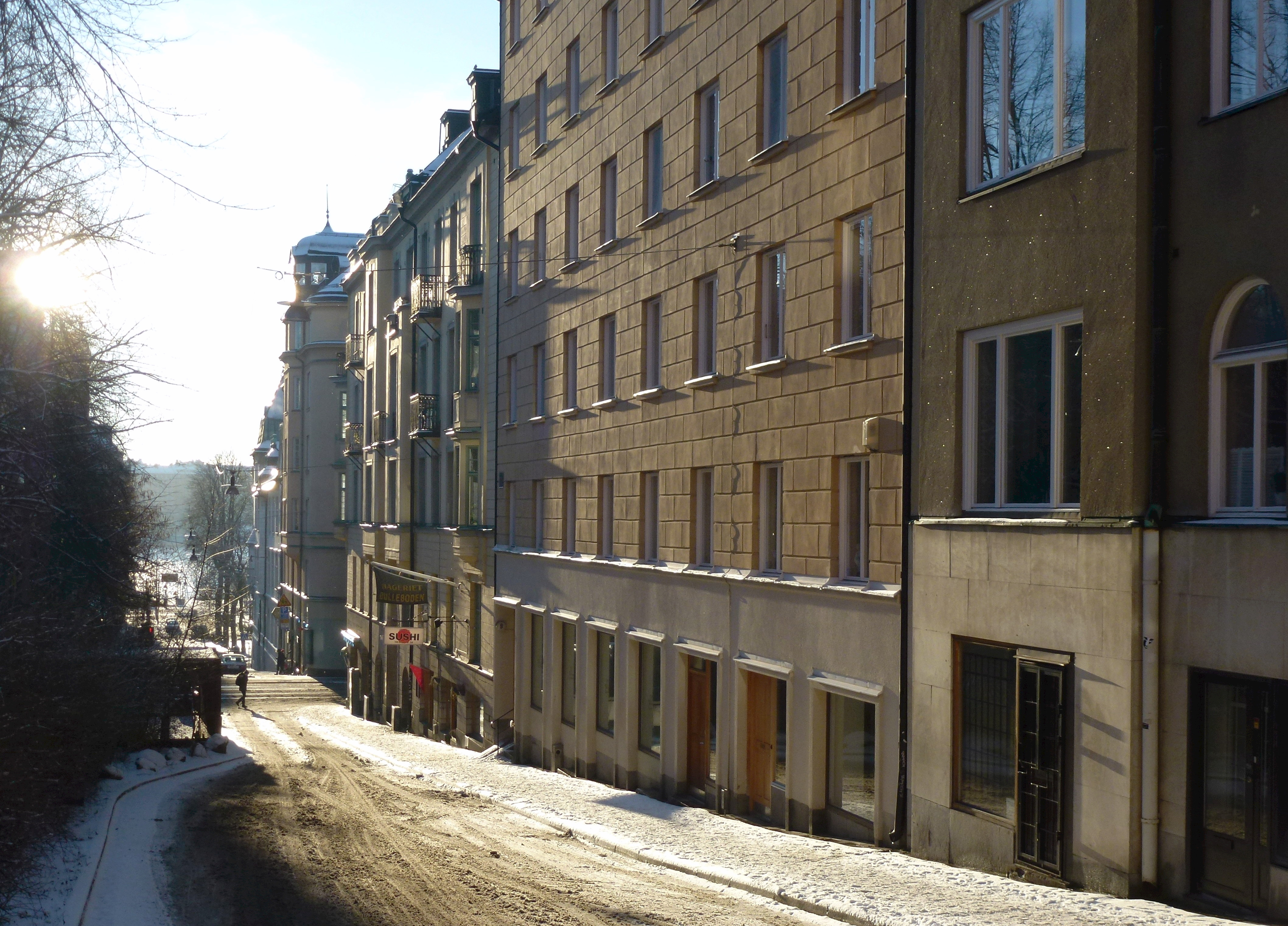
Parmmätargatan söderut, 2014.

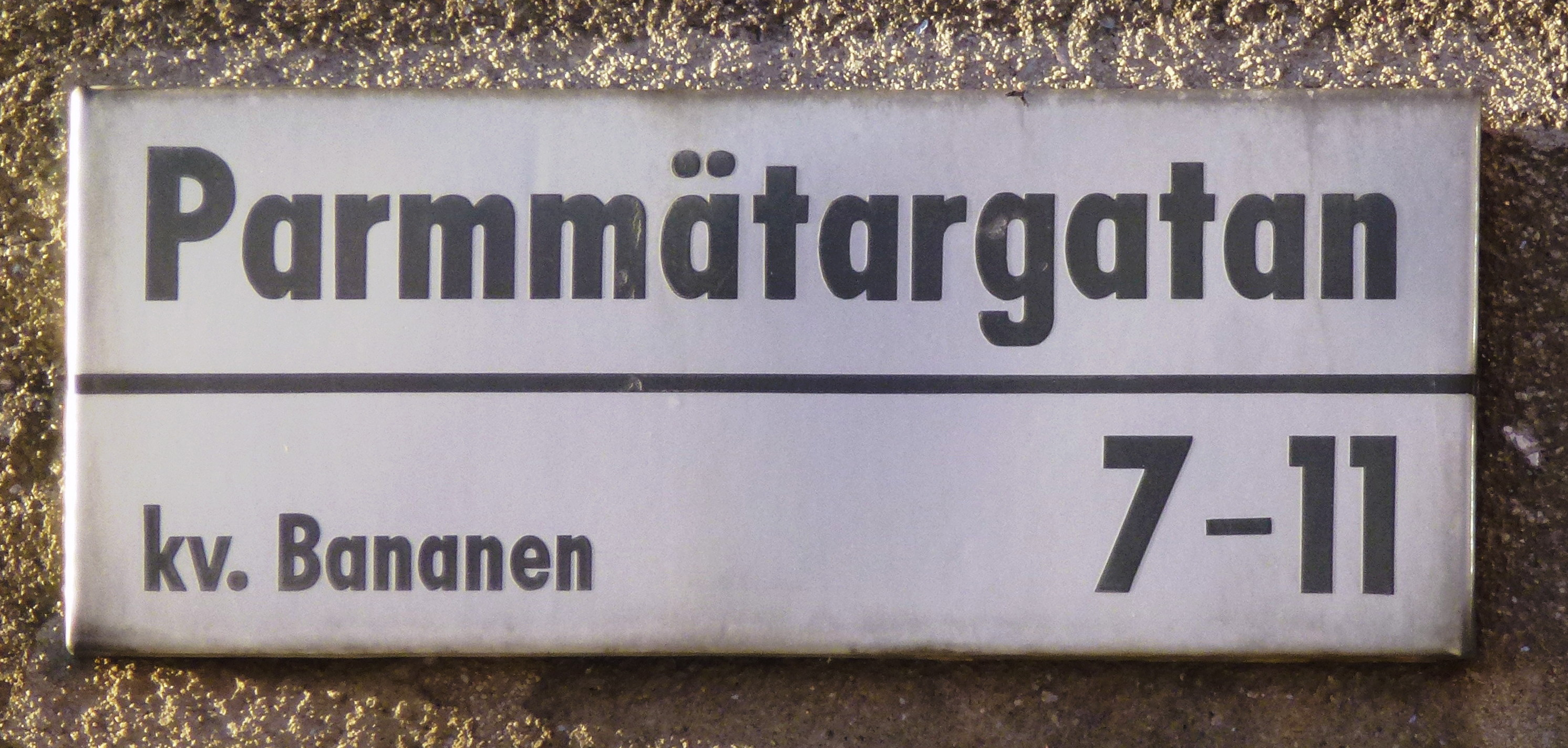
Gatuskylt i kvarteret Bananen.

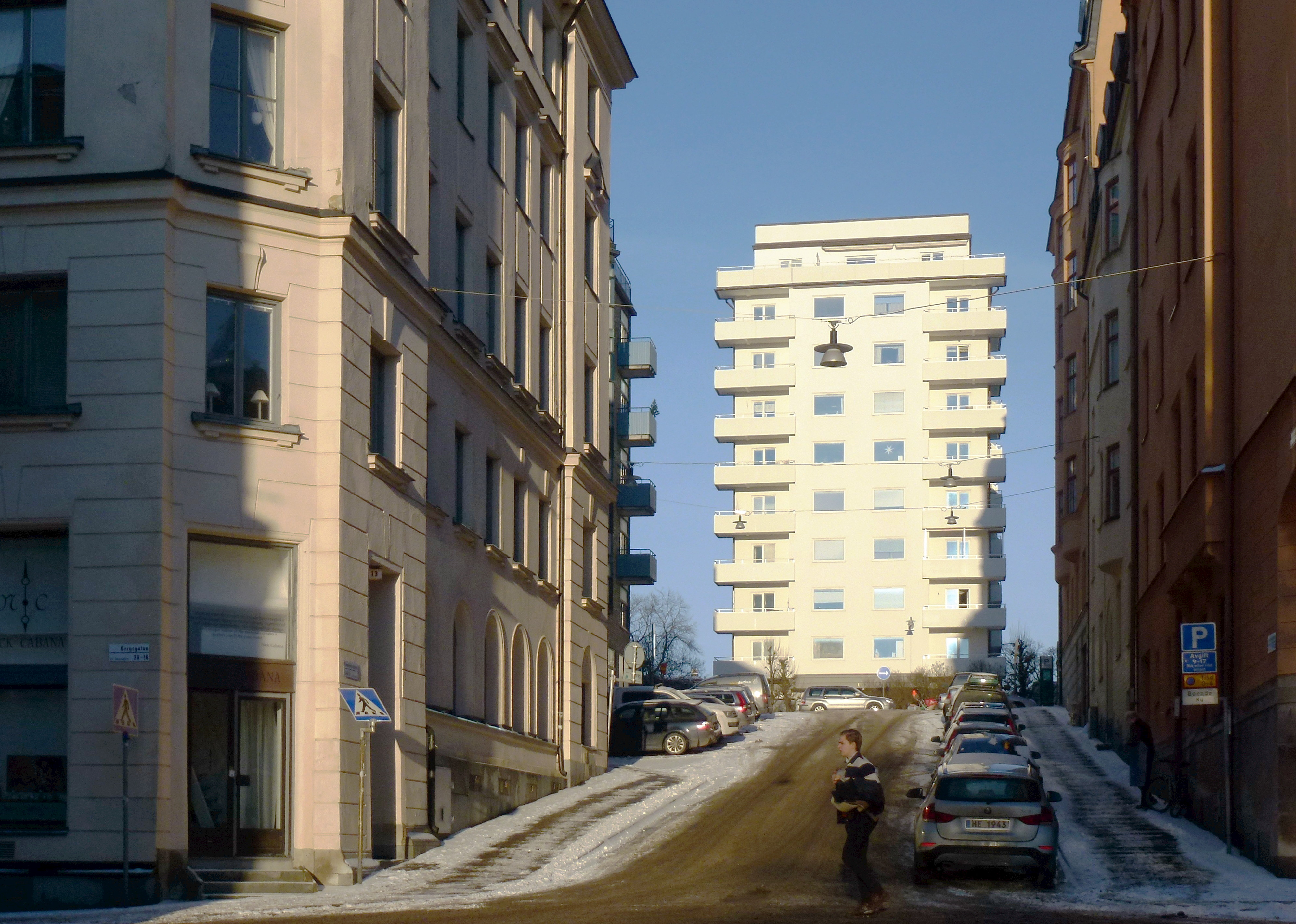
Parmmätargatan norrut, med ett av Kungsklippans höghus i bakgrunden.

Parmmätargatan är en gata på Kungsholmen i Stockholm. Gatan sträcker sig väster om Kungsholmens kyrka från Garvargatan i söder till Kungsklippan i norr. Gatan fick sitt nuvarande namn i samband med den stora namnrevisionen i Stockholm 1885.

## Namnet
Namnet härrör från parmmätare som hade till uppgift att mäta hö, ved och liknande som bönder medförde för försäljning. Stockholms parmmätare hade mellan 1700-talets första hälft och 1800-talets mitt sitt hus och sin verksamhet invid Mälaren och nuvarande Kungsholms hamnplan som är Parmmätargatans förlängning söderut.

## Beskrivning
När nuvarande namn fastställdes 1885 ersatte den Parmmätaregränden som föreslagits 1806 och avsåg sträckningen söder om Hantverkargatan. Innan dess var denna gatudel namnlös. Norr om Hantverkargatan hade Parmmätargatan olika namn med anknytning till det branta berget som börjar här, exempelvis Bergz gränden (1682) och Bergz gatan (1687). Ett annat namn var Tufwess Backa (1716) som går tillbaka på guldsmeden Tuve Velamsson Schröder (död 1695). Han hade en gård nära gatan. Efter sträckningen förbi Kungsholmens kyrkas klockstapel kallades gatan även för Klockstapelsgränden (1819). 
Den första Kungsholmens brandstation låg vid Parmmätargatan 9 där det inrättades 1879 lokaler för brandkår och polis. Huset är numera rivet. År 1893 flyttade man till ett nybyggt hus vid Fleminggatan 24 och 1931 till sin nuvarande plats i hörnet Kronobergsgatan / Hantverkargatan. Tunnelbanestation Rådhuset har via en gångtunnel en ingång mittemot Parmmätargatan 7. Vid Parmmätargatan 1 ligger Kungsholms församlingshus, byggt 1900-02 efter arkitekten Erik Lallerstedts ritningar.